# Frisia (middeleeuwen)
Frisia (ook wel Fresia) is de Latijnse benaming voor het land waar in de Romeinse tijd de Frisii of Fresones woonden, dat is het kustgebied van Noord-Nederland. De Angelsaksische kolonisten die zich hier vanaf de vijfde eeuw aan de Nederlandse en Duitse kust vestigden, namen deze term over en gingen zich opnieuw Friezen noemen.
De naam wordt in vroegmiddeleeuwse kronieken ook gebruikt om het heerschappijgebied van de Friese koningen, de Friese hertogen, en de latere graven mee aan te duiden. Er werd daarbij rond 700 onderscheid gemaakt in citerior Frisia en ulterior Frisia, waarbij citerior het gebied is ten zuiden van de Rijn terwijl ulterior de rest van het Friese gebied zou aanduiden. Dit is echter gebaseerd op een onjuiste interpretatie van een citaat van de Engelse historicus Beda.
De naam Frisia bleef tot de 12e eeuw in zwang om de Hollandse kuststreek aan te duiden. Later werden hieronder uitsluitend West-Friesland overige Friese streken aan te duiden. De naam duikt tevens op in de laatmiddeleeuwse juridische formule tota Frisia, en opnieuw in de 20e-eeuwse term Magna Frisia.

## Lex Frisionum
Omstreeks 804 liet de keizer van het Frankische Rijk Karel de Grote het Friese recht optekenen in de Lex Frisionum, deze rechtsteksten waren van toepassing op een hertogdom Frisia dat zich uitstrekte van het Sincfal (het Zwin), nabij de tegenwoordige grens tussen België en Zeeuws-Vlaanderen, tot de Wezer in Duitsland.

## Hertogdom Frisia
Van een onverdeeld hertogdom Frisia is alleen in de beginperiode sprake en daarna nog kortstondig onder de Deense Vikingen. Evenals het tijdperk van de Friese koningen, waarin nooit echt sprake was van een volledige politieke eenheid, vormde het woongebied van de Friezen daarna geen eenheid en zou het ook kerkelijk gezien geen geheel vormen. De Frankische koningen deelden Frisia op in kleinere eenheden (gouwen) en beleenden deze aan leenmannen die aan hen verantwoording schuldig waren. Vanaf 810 vormde de komst van de Vikingen een bedreiging voor de vrede in de kustgouwen. Nog onder Karel de Grote werd de kustverdediging opnieuw georganiseerd, waarbij de hertog als militair bestuurder een grote rol te vervullen kreeg. Lodewijk de Vrome, de opvolger van Karel gaf in 814 de Friezen hun voorouderlijk landsbezit terug, in de hoop dat de Friezen daarmee beter gemotiveerd zouden zijn hun eigen gebied tegen de Vikingen te verdedigen.
Aan het einde van de regering van Lodewijk de Vrome raakte de koninklijke macht in Frisia verzwakt. Deels werd dat veroorzaakt door de stormvloed van 838, maar vooral ook door de twisten van Lodewijk met zijn zoons. Na de dood van Lodewijk beleende zijn opvolger Lotharius I de Deense broers Rorik en Harald in een bovengravelijke positie van dux met Frisia - het huidige Friesland en Holland- in een poging de aanvallen van de Vikingen te weren. De gouwgraven zagen hun macht daardoor afnemen en moesten samenwerken met de Denen. Aan de Deense overheersing van Frisia kwam een einde in 885 door de moord op Godfried de Noorman en zijn metgezellen in Herispich, het huidige Spijk. De Friese graven Everhard Saxo en Gerulf, speelden daar een belangrijke rol in. Na de Deense hertogen zou de invloed van de gouwgraven in betekenis toenemen en ontstonden er bij tijd en wijle afzonderlijke graafschappen.

## Tota Frisia
Tota Frisia is een term die vooral voorkomt in juridische bronnen uit de tijd van de Zeven Friese Zeelanden en het verbond van de Upstalsboom.

## Magna Frisia
Magna Frisia is een 20e-eeuwse term die wordt gebruikt om alle Friese gewesten (Groot-Friesland) aan te duiden. Magna Frisia wordt vaak ten onrechte gelijkgesteld aan het grondgebied van het Koninkrijk Friesland (ca. 650-719).